# Calea ferată Slobozia–Călărași
Calea ferată Slobozia Veche - Călărași Sud (secția CFR 802) este o cale ferată secundară ce face legătura între municipiile reședință de județ Slobozia (județul Ialomița) și Călărași (județul Călărași). 
Inaugurată în anul 1887, calea ferată are o lungime de 44 km, este cu linie simplă și neelectrificată între stațiile Slobozia și Ciulnița, dublată și electrificată între Ciulnița și Călărași Nord, simplă și electrificată între Călărași Nord și Călărași Sud. Sectorul Ciulnița - Călărași Nord a fost dublat și electrificat după anul 1981 pentru a favoriza afluxul de materii prime pentru Combinatul Siderurgic Călărași, aflat în plină dezvoltare la vremea respectivă. Transportul călătorilor pe acest tronson este asigurat de CFR Călători.